# Krasnoarmiejsk (obwód saratowski)
Krasnoarmiejsk – miasto w Rosji, w obwodzie saratowskim. W 2010 roku liczyło 24 364 mieszkańców.